# 라폴로니드: 관용의 집
《라폴로니드: 관용의 집》(프랑스어: L'Apollonide: Souvenirs de la maison close)는 2011년 개봉한 프랑스의 드라마 영화이다. 감독은 베르트랑 보넬로이고, 셀린 살레트, 하프시아 헤르지, 재스민 트린카, 아델 에넬, 노에미 르보브스키가 출연한다.

## 출연
- 셀린 살레트 - 클로틸드
- 하프시아 헤르지 - 사미라
- 재스민 트린카 - 쥘리
- 아델 에넬 - 레아
- 알리스 바르놀 - 마들렌
- 일리아나 자베스 - 폴린
- 노에미 르보브스키 - 마리프랑스
- 루이도 드 랑케생 - 미쇼
- 그자비에 보부아 - 자크
- 자크 놀로 - 모리스
- 에스테르 가렐 - 매춘부